# Хелен Хант
Хелен Елизабет Хант (енгл. Helen Elizabeth Hunt; Калвер Сити, 15. јун 1963) америчка је глумица. Добитница је бројних признања, укључујући Оскара, четири Еми награде и четири Златна глобуса.
Хант је стекла славу 1992. глумећи Џејми Бачман у ситкому Луд за тобом који јој је донео три Златне глобусе за најбољу глумицу и четири Еми за главну глумицу.
1997. Хант је освојила Оскара за најбољу глумицу за главну улогу Керол Конели у романтичној комедији Добро да боље не може бити, док јој је улога Шерил Коен-Грин у Сеансама (2012) донела номинацију за Оскара за најбољу споредну глумицу.
Хант је дебитовала као редитељ филмом А онда ме је пронашла (2007), а режирала је филм Ride (2014) и епизоде телевизијских серија, укључујући Кућа лажи, То смо ми, Фјуд, Америчка домаћица и премијерну епизоду оживљене верзије серије Луд за тобом.

## Младост
Хелен Хант је рођена у Калвер Ситију у Калифорнији. Њена мајка, Џејн Елизабет (девојачки Новис), радила је као фотограф, а њен отац, Гордон Хант, био је филмски, гласовни и сценски редитељ и глумачки тренер. Њен ујак, Питер Х. Хант, такође је био редитељ. Њена бака по мајци, Дороти (Андерсон) Фриз, била је тренер гласа. Њена бака по оцу била је из немачко-јеврејске породице, док су други бака и деда били енглеског порекла (њен деда по мајци је рођен у Енглеској), са методистичким верским пореклом.
Када је имала три године, породица се преселила у Њујорк, где је њен отац режирао позориште, а Хант је као дете посећивала представе неколико пута недељно. Хант је завршила средњу школу Провиденс у Бурбанку у Калифорнији.

## Каријера
Хант је почела да ради као дечија глумица 1970-их. Године 1982, Хант је глумила младу жену која, док је била на ПЦП-у, скаче кроз прозор на другом спрату, у филму направљеном за телевизију под називом Очајни животи (сцена коју је исмевала током монолога за SNL 1994.) До средине и касних 1980-их, Хант је почео да се појављује у студијским филмовима намењеним тинејџерској публици. Њена прва велика филмска улога била је она панк рок девојке у научно-фантастичном филму Транцерс (1984). Играла је пријатељицу војног деришта у комедији Девојке би само хтеле да се забаве (1985), са Саром Џесиком Паркер, а појавила се као ћерка жене на ивици развода у филму Френсиса Форда Кополе Пеги Сју се удала (1986), заједно са Кетлин Тарнер. Године 1987, Хант је глумила са Метјуом Бродериком у Пројекту X, као дипломирани студент задужен за бригу о шимпанзама коришћеним у тајном пројекту ваздухопловства. У филм Братска крв (1989) играла је трудну жену угледног законодавца, поред Патрика Свејзија и Лијама Нисона.

### 90-е
1990. године, Хант се појавила са Трејси Алман и Морганом Фриманом у вестерн верзији „Укроћена горопад“, у Делакорт театру у Централ Парку. Хант је постала истакнута у Северној Америци са ситкомом Луд за тобом (1992–99), у којем је глумила поред Пола Рајзера, као специјалиста за односе са јавношћу и половина пара у Њујорку. Освојила је Еми награде за своје наступе 1996, 1997, 1998. и 1999. За последњу сезону серије, Рајзер и Хант су добили милион долара по епизоди.
Године 1995., Хант је играла жену бившег робијаша који живи у Квинсу, заједно са Николасом Кејџом, у филму Пољубац смрти, веома лабавом римејку истоименог филмског класика из 1947. У акционом филму катастрофе Торнадо (1996), Хант је глумила са Билом Пакстоном као ловци на олује који истражују торнада. Оба глумца су била привремено заслепљена блиставим електронским лампама на пола снимања, па су им биле потребне вакцине против хепатитиса након снимања у посебно нехигијенском јарку. Торнадо је био други филм са највећом зарадом 1996, иза Дана независности. Процењује се да је филм продао око 54.688.100 карата у САД. Зарадио је 494,5 милиона долара широм света.

## Филмографија

### Телевизија
| Год.      | Српски назив | Оригинални назив          | Улога                 |
| --------- | ------------ | ------------------------- | --------------------- |
| 1974      |              | Amy Prentiss              | Jill Prentiss         |
| 1975      |              | The Swiss Family Robinson | Helga                 |
| 1982      |              | It Takes Two              | Lisa Quinn            |
| 1977      |              | The Fitzpatricks          | Kerry Gerardi         |
| 1991      |              | My Life and Times         | Rebecca Miller        |
| 1992-1999 |              | Mad About You             | Jamie Stemple Buchman |
| 2005      |              | Empire Falls              | Janine Roby           |

### Филмови
| Улоге Хелен Хант |                                   |                                                       |                                 |          |
| Година           | Српски назив                      | Изворни назив                                         | Улога                           | Напомена |
| 1973             |                                   | Pioneer Woman                                         | Sarah Sargeant                  |          |
| 1975             |                                   | Death Scream                                          | Teila Rodriguez                 |          |
| 1975             |                                   | All Together Now                                      | Susan Lindsay                   |          |
| 1976             |                                   | Having Babies                                         | Sharon McNamara                 |          |
| 1977             |                                   | The Spell                                             | Kristina Matchett               |          |
| 1977             |                                   | Rollercoaster                                         | Tracy Calder                    |          |
| 1979             |                                   | Transplant                                            | Janice Hurley                   |          |
| 1981             |                                   | Child Bride of Short Creek                            | Naomi                           |          |
| 1981             |                                   | CBS Afternoon Playhouse                               | Phoebe                          |          |
| 1981             | The Best Little Girl in the World |                                                       |                                 |          |
| 1981             |                                   | Angel Dusted                                          | Lizzie Eaton                    |          |
| 1981             |                                   | The Miracle of Kathy Miller                           | Kathy Miller                    |          |
| 1982             |                                   | Desperate Lives                                       | Sandy Cameron                   |          |
| 1983             |                                   | Bill: On His Own                                      | Jenny Wells                     |          |
| 1983             |                                   | Quarterback Princess                                  | Tami Maida                      |          |
| 1983             |                                   | Choices of the Heart                                  | Cathy                           |          |
| 1984             |                                   | Sweet Revenge                                         | Debbie Markha                   |          |
| 1985             | Тренсери                          | Trancers                                              | Leena                           |          |
| 1985             |                                   | Waiting to Act                                        | Tracy                           |          |
| 1985             |                                   | Girls Just Want to Have Fun                           | Lynne Stone                     |          |
| 1986             |                                   | The Nativity                                          | Mary                            |          |
| 1986             | Пеги Сју се удала                 | Peggy Sue Got Married                                 | Beth Bodell                     |          |
| 1987             |                                   | Project X                                             | Terry                           |          |
| 1988             | На нишану                         |                                                       | Tracey                          |          |
| 1988             |                                   | Miles from Home                                       | Jennifer                        |          |
| 1988             |                                   | Stealing Home                                         | Hope Wyatt (adult and pregnant) |          |
| 1988             |                                   | The Frog Prince                                       | Princess Henrietta              |          |
| 1989             |                                   | Incident at Dark River                                | Jesse McCandless                |          |
| 1989             | Братска крв                       |                                                       | Jessie Gates                    |          |
| 1991             |                                   | Murder in New Hampshire: The Pamela Wojas Smart Story | Pamela Smart                    |          |
| 1991             |                                   | Trancers II                                           | Lena Deth                       |          |
| 1991             |                                   | Into the Badlands                                     | Blossom                         |          |
| 1992             |                                   | The Waterdance                                        | Anna                            |          |
| 1992             |                                   | Only You                                              | Clare Enfield                   |          |
| 1992             |                                   | Mr. Saturday Night                                    | Annie Wells                     |          |
| 1992             |                                   | Bob Roberts                                           | Rose Pondell                    |          |
| 1992             |                                   | Trancers III                                          | Lena                            |          |
| 1993             |                                   | Sexual Healing                                        | Rene                            |          |
| 1993             |                                   | In the Company of Darkness                            | Gina Pulasky                    |          |
| 1995             | Пољубац смрти                     | Kiss of Death                                         | Bev Kilmartin                   |          |
| 1996             |                                   | Twister                                               | Dr. Jo Harding                  |          |
| 1997             | Добро да боље не може бити        | As Good as It Gets                                    | Carol Connelly                  |          |
| 1998             |                                   | Twelfth Night                                         |                                 |          |
| 2000             |                                   | Dr. T & the Women                                     | Bree                            |          |
| 2000             | Шта жене желе                     | What Women Want                                       | Darcy McGuire                   |          |
| 2000             |                                   | Pay It Forward                                        | Arlene McKinney                 |          |
| 2000             | Изгнаник                          |                                                       | Kelly Frears                    |          |
| 2001             |                                   | One Night at McCool's                                 | Truck driver                    |          |
| 2001             |                                   | The Curse of the Jade Scorpion                        | Betty Ann Fitzgerald            |          |
| 2005             |                                   | A Good Woman                                          | Mrs. Erlynne                    |          |
| 2006             |                                   | Bobby                                                 | Samantha Stevens                |          |
| 2007             |                                   | Then She Found Me                                     | April Epner                     |          |